# Теодор Анђел Дука Комнин
Теодор Анђел Дука Комнин је био владар Епира 1215—1230. и Солуна 1224—1230. Рођен 1180/1185. године као син севастократора Јована Дуке. Био је први рођак царева Исака II Анђела и Алексија III Анђела, као и полубрат оснивача Епирске деспотовине Михајла I Комнине. У почетку је био у служби Никејског цара Теодора Ласкариса али је 1210. отишао у Епир код Михајла Комнине.
Након убиства Михајла, Теодор преузима власт и склапа савез са Србима. Искористивши слабост Солунске краљевине и Бугарске, заузео је Македонију (са Охридом) и Тесалију 1216. Следеће године поразио је и заробио Латинског цара. 1221. заузео је Сер, а 1224. срушио Солунску краљевину.
Између 1225/1227. крунисао се за цара. Након заузећа Једрена 1225. уплашен савезом Бугарског и Латинског цара сакупља војску и 1230. напада Бугарску. Ту бива поражен и заробљен у бици код Клокотнице 9. марта 1230. године. Након битке Теодорове земље су подељене између Асена II (Тракија, Македонија и Албанија), његовог брата Манојла (Солун) и његовог нећака Михајла (Епир).
Теодор је пуштен из заробљеништва 1237. године након чега побеђује брата Манојла и заузима Солун који предаје свом сину Јовану Комнину, али већ 1246. године Никејски цар Јован Ватац заузима Солун. Теодора одводи у Никеју где умире 1253. године.
Теодор Комнин Дука (грчки: Θεοδωρος Κομνηνος Δουκας,Theodōros Komnēnos Doukas, латинизован као Теодор Комнин Дука, умро око 1253.), био је владар Епира и Тесалије од 1215. до 1230. и Солуна и већег дела Македоније и западне Тракије од 1224. до 1230. Он је такође владар из сенке током владавине својих синова Јована и Димитрија над Солуном 1237–1246. године.
Теодор је био потомак угледне византијске аристократске породице сродне царским династијама Комнина, Дука и Анђела. Ипак, ништа се не зна о Теодоровом животу пре освајања Константинопоља и распада Византијског царства Четвртим крсташким ратом 1204. године. После пада Цариграда, био је у служби код цара Теодора I Ласкариса, оснивача Никејског царства, неколико година пре него што је позван у Епир, где је његов полубрат Михаило I Комнин Дука основао независну деспотовину. Када је Михаило I умро 1215. године, Теодор је избацио малолетног и ванбрачног сина свог брата Михаила II и преузео управљање епирском државом. Теодор је наставио братовљеву политику територијалног проширења. У савезу са Србијом, проширио се на Македонију, претећи Латинској краљевини Солун. Заробљавање латинског цара Петра II од Куртенеа 1217. године, отворило је пут постепеном покоравању Солуна, што је кулминирало падом града 1224. године.
Као владар Солуна, Теодор се убрзо прогласи за цара, оспоривши претензије никејског цара Јована III Дуке Ватаца на византијски царски престо. Године 1225. напредовао је до предграђа Цариграда, али је његов последњи напад на седиште знатно смањеног Латинског царства одложен до 1230. године. Цар Теодор је те године окупио војску да опседа Цариград, али је потом преусмерио на Бугарску, амбивалентног савезника који је претио његовом северном крилу. Цар Теодор је поражен и заробљен у бици код Клокотнице, а наредних седам година, провео је у заточеништву. У међувремену га је наследио брат деспот Манојло. Деспот Манојло је брзо изгубио Тракију, већи део Македоније и Албанију од бугарског цара Јована Асена II. Сам Солун је постао бугарски вазал, док је у Епиру праву власт заузео деспот Михаило II, враћајући се из изгнанства.
Теодор је ослобођен 1237. године, када се његова ћерка Ирина удала за цара Јована Асена II и брзо је успео да поврати контролу над Солуном, збацивши деспота Манојла. Пошто је током заточеништва био ослепљен и тиме дисквалификован од поновног заузимања престола, поставио је свог најстаријег сина Јована за цара, али је остао де факто намесник државе. Деспот Манојло је покушао да поврати Солун уз подршку Никеје, али је постигнуто споразумно решење којим је добио Тесалију и препустио Солун и околину Теодору и цару Јовану. Године 1241. цар Јован III Дука Ватац је позвао Теодора да посети Никеју. Био је дочекан и третиран са великом чашћу, али је тамо био практично затворен до пролећа следеће године, када је цар Јован III Дука Ватац кренуо на Солун са Теодором у пратњи. Теодор је послат да преговара са својим сином и убеди га да прихвати деградацију у чин деспота и да призна власт над Никејом. Цар Јован Анђел је умро 1244. године, а наследио га је Теодоров млађи син Димитрије. Цар Јован III Дука Ватац је 1246. године, збацио непопуларног Димитрија и припојио Солун. Теодор је утицао на свог синовца деспота Михаила II да крене у напад на Солун 1251. године, али је 1252. године, цар Јован III Дука Ватац кренуо у поход против њих и приморао деспота Михаила II на мири. Теодор је био заробљен и послат у изгнанство у Никеју, где је умро око 1253. године.

## Младост и каријера
Рођен између 1180. и 1185. године, Теодор је био син севастократора Јована Дуке и Зоје Дука. Његови баба и деда по оцу били су Константин Анђел и принцеза Теодора, ћерка византијског цара Алексија I Комнина (1081–1118). Теодоров стриц, Андроник, био је отац царева Исака II Анђела (1185–1195, 1203–1204) и Алексија III Анђела (1195–1203), који су били Теодорови блиски рођаци. Као и код већине чланова његове породице, више је волео да користи презиме „Дука“ или „Комнин Дука“ (Κομνηνος ο Δουκας); савременици су га на различите начине називали „Дука“, „Комнин“, или чак „Велики Комнин“ (μεγας Κομνηνος), назив који се чешће користи међу владајућом породицом Трапезунтског царства. Теодор је очигледно више волео да буде повезан са успешнијим династијама Дука и Комнина, него са катастрофалном владавином Анђела; заиста, једини средњовековни писци који су га назвали „Анђел“ били су каснији, непријатељски расположени про-палеолошки историчари Нићифор Григора и Теодор Скутариот, док га Георгије Акрополит назива „Комнином“ до његовог пораза код Клокотнице 1230. и „Анђелом“ после.
Теодоров рани живот је нејасан. Након што су крсташи Четвртог крсташког рата заузели Константинопољ 1204. године, кренуо је за Теодором Ласкарисом у Малу Азију, где је Ласкарис основао Никејско царство. Теодорова служба под Ласкарисом је релативно непозната осим кратке референце у писму митрополита Крфа Јоргоса Барданеса, једног од Теодорових апологета. Барданес пише да је Теодор „преузео многе опасности за себе и отео многе тврђаве од непријатеља и потчинио их Ласкарисовој власти“, истакао се својом храброшћу и примио многе награде од никејског владара. Неки савремени научници, као што су Карл Хопф и Антоан Бон, идентификовали су извесног Теодора, који се појављује као „господар Аргоса“ и који је био наследник Лава Згура у вођењу отпора против крсташа на северозападном Пелопонезу након Згурове смрти 1208, са Теодором Комнином Дуком. Рејмонд Џозеф Лонерц је довео у питање ово гледиште, који тврди да не постоје докази за такву претпоставку, и да је, обрнуто, добро утврђено да је Теодор у то време био у Никејској служби.
Око 1210. године, Теодора је позвао његов полубрат Михаило I Комнин Дука у Епир, где је Михаило основао независну грчку кнежевину. Михаило I је желео Теодорову помоћ, јер је његов једини син, будући Михаило II Комнин Дука, био малолетан и ванбрачан, док се сматрало да остала Маихаилова полубраћа немају способност владања. Ласкарис је дозволио Теодору да оде, али га је обавезао заклетвом на верност себи и својим наследницима. Пре одласка у Епир, Теодор се оженио Маријом Петралифеном, са којом је имао четворо деце.

## Владар Епира
Од 1210. године, Михаило I Комнин Дука се бавио територијалним проширењем, углавном на рачун латинског Солунског краљевства на свом истоку; након почетних преокрета, велики део Тесалије је освојен. До 1214. године, Драч и Крф су такође враћени од Латина. Традиционално гледиште историчара је да су ови догађаји означили одрицање Михаила I од верности на коју се заклео Латинском царству, али историчар Филип Ван Трихт тврди да су и Михаило I и касније Теодор остали, барем у теорији, вазали Латинског царства до 1217. Михаила I је убио слуга крајем 1214. или 1215. године. Пошто је Михаило II био ванбрачан и премлад, Теодор није имао проблема да дечака ос потави страни. Према хагиографији свете Теодоре од Арте, дечак и његова мајка провели су време Теодорове владавине у прогонству на Пелопонезу.

### Односи са Србијом и Никејом
Теодор је био способан и изузетно амбициозан. Без обзира на своју заклетву Ласкарису, он је тежио не само да прошири своју државу на рачун Солуна, већ да на крају поврати Цариград и оживи Византијско царство са собом као владаром. Да би обезбедио свој северни бок, Теодор се удружио са Србијом и албанским родовима. Кнежевина Арбанон је већ дошла у политичку орбиту Епира под Михаилом I, а ближе везе су се развиле када је њен владар кнез Димитрије умро 1215. године, остављајући своју кнежевину својој удовици, која се одмах следеће године поново удала за грчког магната Григорија Камона. Против Срба, Теодор је одустао од покушаја Михаила I да настави са експанзијом према северу у Зету, и уместо тога наставио је да склапа савез са српским великим жупаном Стефаном Немањићем (1196–1228) који је био усмерен на држање Бугара под контролом. Везе између Епира и Србије учвршћене су женидбом Теодоровог брата Манојла Комнина Дуке за једну од сестара великог жупана Стефана 1216. Велики жупан Стефан је тада покушао да ожени једног од својих синова — по свој прилици свог најстаријег сина и наследника Стефана Радослава — за другу ћерку Михаила I Теодору. Охридски архиепископ Димитрије Хоматијан је одбио да одобри брак због крвног сродства — Теодора је била рођака мајке Стефана Радослава, Евдокије Анђел, ћерке цара Алексија III Анђела. Године 1217. Стефан је покушао да заобиђе ово тако што је себе предложио као младожењу Теодориној полусестри Марији, али је Хоматијан такође ставио забрану на овај предлог из сличних разлога. Најзад, Стефан Радослав се оженио Теодоровом прворођеном кћерком Аном у зиму 1219/20.
Својим тако ојачаним положајем, Теодор је проширио своју територију на северну Македонију, иако је могуће да је бар део ове области већ заузео Михаило I после смрти локалног бугарског владара Стреза 1214. Нејасно је у којој мери Теодорово ширење укључивало је директан сукоб са бугарским царем Борилом (1207–1218), али је до 1217. држао Охрид, Прилеп и већи део равнице Пелагоније, барем до Стрезове старе престонице у Просеку, а вероватно и даље, приближавајући се реци Стримон. Како је приметио грчки историчар Константин Варзос, заузимање Охрида, седишта истоимене архиепископије, било је посебно важно за положај Епирске државе и Теодорове тежње. Теодор је спонзорисао избор истакнутог канонисте Хоматијана на архиепископски престо 1217. године, а Хоматијан ће узвратити ту подршку својим упорним залагањем за Епирске претензије на византијско царско наслеђе у односу на ривалске захтеве Никеје.
После Четвртог крсташког рата, православно свештенство у две главне грчке државе, Епиру и Никеји, практично се раздвојило. Године 1208. Никејци су сазвали синод и изабрали Михаила Ауторијата за наследника упражњене столице цариградског патријарха. Избори су били неканонски и самим тим сумњивог легитимитета. То је заузврат значило да је Ласкарисова царска титула такође била отворена за оспоравање, пошто га је крунисао исти патријарх Михаило Ауторијат. Већ под Михаилом I, појавила су се два помесна епископска сабора у Епирским областима који су вршили управу Црквом, у великој мери независно од Патријарха, један у Наупакту под митрополитом Јованом Апокавком и један у Охриду под епископом Хоматијаном. Амбициознији Хоматијан је убрзо постао истакнути „западни“ епископ, и настојао је да ојача де факто епирску аутономију у црквеним пословима, укључујући и постављање епископа за локална седишта без Патријарховог мешања. Ова политика, која је била у складу са Теодоровим сопственим амбицијама независности и ривалства према Никеји, довела је две гране Грчке цркве до отворене свађе, пошто је патријарх из Никеје Манојло I Сарантен почео да поставља своје епископе у Епиру, које су Епирци одбили да прихвате. Упркос својим блиским везама са Епиром, велики жупан Стефан Немањић је искористио ривалство Епира и Никеје у своју корист да обезбеди аутокефалност Српске цркве, која је традиционално била под јурисдикцијом охридског архиепископа. Одбацујући Хоматијанове жестоке приговоре, велики жупан Стефан је успео да свог брата Растка, у монаштву Саву, посвети патријарх Манојло I Сарантен за аутокефалног архиепископа Србије 1219. године. Теодор се старао да свађе црквењака не утичу на његове срдачне односе са српским владаром.
Теодоров продор у Македонију узнемирио је још једног локалног моћника, Алексија Слава, владара Мелника. Заклети Борилов непријатељ, Алексија је напустио његов некадашњи савезник, латински цар Хенрик Фландријски (1205–1216), који се 1213. године, удружио са Бугарском. Суочен са могућим нападом од стране Теодора, Алексије је сада више волео да направи заједнички циљ са њим и оженио се нећаком Теодорове жене.

### Заробљавање цара Петра II Куртенеа
Епирски успеси у Македонији забринули су Латине, јер су отворили пут новом нападу на Солун. Солунско краљевство је било знатно ослабљено након смрти свог оснивача, Бонифација од Монферата, 1207. године, од тада је њоме владало намесништво његовог малолетног сина Димитрија (1207–1224). Прекинувши поход против Никејаца у Малој Азији, цар Хенрик Фландријски је пожурио у Солун. Ступио је у контакт са царем Борилом и спремао се да крене у поход на Теодора када је изненада умро 11. јуна 1216, вероватно од маларије, иако се такође наговештава тровање од стране његове друге жене царице Марије Бугарске. Смрт ратоборног цара Хенрика, праћена смрћу папе Иноћентија III, покретача Четвртог крсташког рата, месец дана касније, била је велика срећа за Теодора јер је уклонила два његова најеминентнија и најспособнија противника.
Барони Латинског царства су тада изабрали Петра II од Куртенеа, рођака француског краља Филипа II Августа, за новог латинског цара. Примивши вест о свом избору, Петар II је окупио малу војску од 160 витезова и 5500 пешака и коња и кренуо из Француске. Након што га је папа Хонорије III крунисао у Риму, отпловио је из Бриндизија у априлу 1217. године. Цар Петар II се искрцао у Драчу, који је обећао да ће освојити и вратити Венецији, док је његова супруга царица Јоланда Фландријска отпловила даље за Цариград. Као иу норманској инвазији краља Вилијама II од Сицилије (1166–1189) 1185. године, цар Петар II је намеравао (након што је заузео Драч) да прати древну Виа Егнатиа до Солуна, отргнувши Албанију и Македонију од епирске контроле у том процесу.
Општеприхваћена верзија догађаја је да је Драч успешно одолео, а како су се његове жртве повећавале, цар Петар II је био приморан да прекине опсаду и почне свој поход према Солуну. Марш се показао тешким, како због суровог терена, тако и због отвореног непријатељства локалног становништва — западни извори (Аналес Цеццаненсес, Ричард од Сан Германа, Филипе Моускес и настављач Роберта од Оксера) такође наглашавају лојалност локалног албанског становништва Теодору. После неколико дана Теодор се са својом војском супротставио цару Петру II. Теодор је затражио преговоре са папским легатом Ђованијем Колоном, кога је уверавао у његову добру вољу и подршку. Западни извори тврде да је Теодор понудио да призна примат Католичке цркве и суверенитет Латинског царства — као и да подржи цара Петра II у његовом планираном учешћу у Петом крсташком рату — и понудио Латинима храну и водиче кроз планине. Цару Петру II је било драго што је примио ову неочекивану помоћ и споразум између њих двојице је склопљен. Чим су Латини спустили стражу, Теодор их је напао. Цар Петар II Куртене, Колона, латински бискуп Салоне, гроф Вилијам I од Сансира и многи латински племићи су били заробљени, док се Петрова војска распршила у мале лутајуће групе које су покушавале да преживе. Акрополити, хроничар Јефрем и неки западни извори, с друге стране, тврде да је Драч освојен, а прате их неки савремени научници, укључујући Грка И. Д. Романа и Француза Алена Дуселијеа. Према овом мишљењу, Теодор је понудио да призна Петрову власт након пада града, само да би га издајнички напао у заседи и победио. Као што примећује историчар Џон Ван Антверпен Фајн, „није важно која је верзија тачна“; исход је био исти, а ако се изгуби, Драч је брзо поново заузет након Петровог заробљавања.
Према Филипу Ван Трихту, Теодорови поступци били су мотивисани са неколико фактора, који су га навели да сматра цара Петра II претњом за себе и своју кнежевину. Петров покушај да врати Драч Венецији, чак и ако је у овом тренутку пропао, слутио је лоше за будућност. Петрово признање права Димитријевог полубрата маркиза Вилијама VI од Монферата над Солуном отворило је пут маркизу Вилијаму VI да преузме власт у Солуну, а Теодор није желео да види како Солун — чији су владари и даље тврдили да им припада власт над Епиром — ојачао, посебно имајући у виду присуство његовог прогнаног синовца Михаила II на двору латинске кнежевине Ахеје. У исто време, Теодор и његов двор негодовали су због повећаног папског мешања у грчка питања, посебно после мисије кардинала Пелагија, претходног папског легата у Цариграду, чији су поступци додатно продубили јаз између Грка и Латина.

### Ратови са Латинима и заузимање Солуна
Какав год да је био прави ток догађаја, Теодорова неочекивана победа одјекнула је у целом грчком свету и увелико је побољшала његов положај; чак је и обично непријатељски расположени Акрополит био принуђен да призна у својој историји да је овај подвиг био „од велике помоћи Римљанима“. Насупрот томе, то је узнемирило папу Хонорија III, који је послао писма латинским принчевима Грчке, као и дужду Венеције и зету цара Петра II од Куртенеа, угарском краљу Андрији II (1205–1235), позивајући их да се ангажују и обезбеде ослобађање цара Петра II и Колоне. Чак је писао краљу Андрији II и француским епископима да позову на крсташки рат против Теодора, чиме је и Теодору претио у писму. Са првим контингентима за крсташки рат који су се окупили у Анкони крајем 1217, и Млечанима жељним да извуку профит из крсташког рата да поврате Драч, притисак је уродио плодом: марта 1218. Колона је ослобођен, а Теодор се извинио и уверио у лојалност папи. Папа Хонорије III је тада променио своју политику до те мере да је забранио дужду Венеције да и најмање повреди Теодора, надајући се да ће тиме обезбедити ослобађање још затвореника. Иако су неки од нижих барона ослобођени, цар Петар II и многи од највиших лордова остали су у заточеништву до своје смрти. Није познато када је цар Петар II од Куртенеа умро, али је то вероватно било пре септембра 1219. године.
Заробљавање цара Петра II Куртенеа оставило је обе велике латинске државе у северној Грчкој, Солун и Константинопољ, у рукама жена намесница. Пре него што је стигла у Цариград, где је родила Петровог постхумног сина, Балдуина II (1228–1261), царица Јоланда се зауставила на Пелопонезу. Тамо је брзо почела да цени богатство и снагу Кнежевине Ахеје и договорила је удају своје ћерке Агнезе за наследника кнежевине, Жофрија II од Вилардуена (1229—1246). Политички проницљива владарка, царица Јоланда је такође обезбедила своју источну границу тако што је своју ћерку Марију од Куртенеа удала за цара Теодора I Ласкариса, који је управо постао удовац по други пут.
Пре него што је извео последњи ударац против Солуна, Теодор се такође побринуо да обезбеди свој јужни бок, тако што је свог брата Константина Комнина Дуку именовао за гувернера Етолије и Акарнаније. Енергичан гувернер, Константин не само да је ефикасно заштитио Епирце од претње Атинског војводства, већ је убрзо повратио и Неопатру и Ламију. Сам Теодор је скренуо пажњу на чишћење Тесалије од било каквог преосталог латинског присуства, што је кулминирало предајом великог Платамонског замка 1218. Током наредних неколико година, Теодор је, једну по једну, заузео тврђаве око самог Солуна. Платамон је контролисао улаз у Термаички залив, а предајом Сера крајем 1221. године, Теодор је пресекао и копнену везу између Константинопоља и Солуна. Солун је тиме остављен, по речима Џона Фајна, „мање-више острво усред Теодорових поседа“.
Пошто је пад Солуна изгледао неминован, папа Хонорије III је екскомуницирао Теодора, наредио ембарго на коње, трупе и залихе из јадранских лука и послао писма у Цариград тражећи помоћ за краља Димитрија. Сам краљ Димитрије је отишао у Италију да тражи помоћ, а примио га је папа у Риму марта 1222. и убрзо потом цар Фридрих II (1220–1250). Против Теодора је проглашен крсташки рат, а трупе су почеле да се окупљају у Италији. У међувремену, Латинско царство, сада под царем Робертом од Куртенеа (221–1228), поново је било уплетено у рат са Никејом јер је подржавало браћу цара Теодора I против новог никејског цара Јована III Дуке Ватаца (1222–1254). Први одреди сабраног крсташког похода, под командом грофа Оберта II од Бијандрaтеа, стигли су у Солун у лето 1222. и придружили се де факто намеснику, Гију Палавичинију. Теодор је сада убрзао свој напад против Солуна. После прелиминарних операција крајем 1222. године, почетком 1223. године он је опсео град. Папа Хонорије III га је поново екскомуницирао и удвостручио своје напоре да промовише крсташки рат, који је у међувремену стао. На папин наговор, Венеција и цар Фридрих II обећали су помоћ. Цар Роберт од Куртенеа такође је обећао да ће помоћи, док је папа Хонорије III позвао латинске принчеве јужне Грчке да се придруже у борби против Теодора Анђела од Епира. Крсташки рат се коначно окупио у Бриндизију у марту 1224. године, У својим упутствима свом легату, папа Хонорије III, међутим, није искључио могућност да Теодора приволе на помирења са крсташима. Веран својој речи, у априлу 1224. године, цар Роберт Куртене послао је војску да опседне Сер. Током опсаде, латински генерали су сазнали за катастрофалан пораз главне латинске војске од стране цара Јована III Дуке Ватаца у бици код Поиманенона. Подигли су опсаду и пожурили назад у Цариград, да би их Теодорови људи пресрели; већина латинске војске је убијена или заробљена.
Ова двострука несрећа уништила је папине планове за крсташки рат, јер је он предвидео да се спусти у Теодорову позадину док је био ангажован са Робертовом војском. У исто време се разболео потенцијални вођа крсташког рата маркиз Вилијам VI од Монферата. У новембру, папа је био принуђен да одложи полазак крсташког похода за следеће пролеће. Са вестима о латинским поразима и одлагању крсташког рата, исцрпљени браниоци Солуна предали су град Теодору негде у децембру 1224. године. Крсташи да би га ослободили отпловили су у марту 1225. године, и пристао у Тесалији код Халмироса. Убрзо је крсташка војска била десеткована дизентеријом, наводно зато што су Грци затровали локални водовод. Сам маркиз Вилијам VI од Монферата јој је подлегао, а остаци војске су напустили Грчку. Краљ Димитрије од Монферата се и даље надао да ће повратити своје краљевство уз помоћ цара Фридриха II, али је умро 1227. године.

## Цар Солуна
Заузимање Солуна, традиционално другог града Византијског царства после Константинопоља, било је велики удар против Латина и увелико је ојачало Теодоров углед, толико да је он себе сада сматрао супериорнијим од цара Јована III Дуке Ватаца, и отворено је тражио византијску царску титулу, почео је да носи пурпурне чизме резервисане за цара. Заиста, један од његових главних присталица, угледни митрополит Наупакта, Јован Апокавк, у писму патријарху 1222. године, изјавио је да Епирци већ сматрају Теодора својим „Богом посланим намесником и царем“, а касније је писао Теодоровој жени, у писму наводи да би желео да помогне у њиховом царском крунисању у Солуну.

### Контроверза око крунисања са Никејом
По византијском обичају, крунисање цара је могло да се обави само у Цариграду и да га изврши Патријарх; ипак је Константинопољ још увек био у латинским рукама, а патријарх (сада Герман II, 1223–1240) боравио је у Никеји. Теодор се тако обратио солунском митрополиту Константину Месопотамику, којег је управо вратио на његов положај пошто је уклонио латинског прелата. Међутим, Митрополит Месопотамит је признао патријарха у Никеји као легитимног и одлучно је одбијао да изврши обред, упркос притиску Теодора, његовог брата Константина и митрополита Јована Апокавка. Уместо да се покори, више је волео да се врати у прогонство. Као одговор, Теодор је у марту 1225. сазвао сабор епископа својих домена у Арти, којим је председавао митрополит Апокавк. Сабор је усвојио декларацију коју је саставио Апокавк, у којој се величају Теодорова достигнућа против Латина и Бугара, његово ослобођење грчких земаља, исељавање католичких свештеника и враћање православних епископа и његово царско порекло, и изјављује да сабор признаје само њега као цара. Наоружан овом изјавом, Теодор је наредио крунисање које ће обавити њему одани охридског архиепископ Димитрије Хоматијан.
Иако се чини да је Теодор преузео царску титулу скоро одмах након заузимања Солуна, датум његовог правог крунисања није познат. Француски научник Луциен Стиернон га ставља у период између јуна 1227. и априла 1228. године, али грчки Апостолос Д. Карпозилос то одбацује, образлажући да Теодор није имао очигледног разлога да тако дуго одлаже своје крунисање, и сугерише да је крунисан 1225. године, одмах после сабора у Арти. Елени Беес-Сеферли, с друге стране, на основу Апокавкових писама, предлаже датум између 3. априла и августа 1227, док је Алкмини Ставриду-Зафрака сузио датум на 29. мај 1227.
Као што је и приличило византијском цару, Теодор је почео да успоставља двор у својој новој престоници и поделио уобичајене дворске титуле својим рођацима и следбеницима. Не зна се много о људима који су чинили Теодоров режим; већина доступних информација потиче из архиепископа Хоматијана. Теодорова браћа Манојло и Константин су добили деспотске титуле, дугогодишњи сарадник Јован Плитос је постао паниперсеваст и месазон (главни министар), а за гувернере су постављени бројни потомци старих византијских аристократских породица, који су потражили уточиште у Епиру, поред припадника локалне аристократије. Коришћена је титула дукс, али за разлику од ранијих времена то су углавном били цивилни гувернери са мало војних овлашћења. Цар Теодор је додељивао титуле са таквом великодушношћу да су раније ексклузивне титуле као што су севаст или мегалодоксотатос биле обезвређене и да су их држали градски угледници. Његови никејски ривали, посебно Акрополит, исмевали су га због случајног начина на који су титуле коришћене и додељиване, игноришући старе цариградске обичаје, као да је „Бугарин или боље речено варварин“. Да би обезбедио своју нову престоницу, цар Теодор је успоставио стражу „Цаконеса“ под кастрофилаксом.
Цар Јован III Дука Ватац је у почетку реаговао на Теодорово проглашење за цара нудећи му да га призна као неку врсту намесника у својим земљама, али је цар Теодор то одбио и јавно преузео пуну титулу византијских царева, као „базилеуса и аутократора Римљана“. Теодоровим крунисањем продубљен је јаз између западних Грка и Никеје, који је још једном дошао до изражаја у црквеној сфери. Никејци су у почетку покушавали да ограниче кривицу на архиепископа Хоматијана: иако је писао с поштовањем према самом цару Теодору, патријарх Герман II је изразио огорчење због предузетности архиепископа Хоматијана да узурпира патријархалну привилегију крунисања за цара, док је архиепископ Хоматијан тврдио да је, као наследник древне столице Јустинијане Приме, био је независни прелат и имао је овлашћење да то чини.
Синод епирских епископа у Арти је 1227. године, покушао да пронађе компромис, признајући целокупну власт патријарха у Никеји, али је захтевао административну аутономију, односно право цара Теодора да поставља епископе у своје области. Патријарху су дали три месеца да одговори и предложили да, ако не послуша њихове предлоге, можда буду приморани да признају папину супремацију. Патријарх Герман II је одговорио тако што је патријаршијски синод осудио Теодорово преузимање царске титуле. Сукоб је ескалирао када је патријарх Герман II именовао свог кандидата на упражњену столицу у Драчу. Цар Теодор је протерао епископа, а епирски синод је уместо тога изабрао за епископа пријатеља архиепископа Хоматијана, Константина Кавасилу. Патријарх Герман II је сада директно напао цара Теодора. Као одговор, Ђорђе Бардан је написао писмо патријарху Герману II, у којем је инсистирао на епирској црквеној аутономији и оспорио саму законитост Германових захтева на патријаршијски чин. Резултат је био потпуни раскол између никејске и епирске цркве који је трајао до 1232/33. године.

### Проширење у Тракију
Након Теодоровог крунисања, петорица владара су полагала право на царску титулу и борила се за контролу над Константинопољем: трапезунтски цар, Андроник I Гид, солунски цар Теодор Анђел, латински цар, Роберт Куртене, цар Јован III Дука Ватац од Никеје и млади, али амбициозни цар Јован Асен II (1218– 1241) од Бугарске. Латинско царство је било сенка своје некадашње снаге: после Поиманенона, Латини су изгубили већину својих територија у Азији, док је у Европи оно убрзо сведено на околину самог Константинопоља. Већ 1224, или бар 1225. године, цар Теодор је заузео Халкидики са Светом Гором, а у пролеће 1225. је напредовао кроз источну Македонију и западну Тракију, заузевши Христопољ, Ксанти, Грацијанопољ, Мосинопољ и Дидимотику. У покушају да га предухитре и блокирају његово напредовање ка Цариграду, Никејци су се одазвали позиву становника Хадријанопоља и преузели град од Латина. Цар Теодор је међутим прешао реку Еврос и блокирао град, све док није пристао да се преда. Никејској војсци, под вођством протостратора Јована Исеса и Јована Камица, било је дозвољено да се неометано повуче у Азију са бродовима које је обезбедио цар Теодор.
Заузимање Хадријанопоља отворило је Теодору пут за Цариград. Да би обезбедио свој северни бок, закључио је савез са царем Јованом Асеном II, запечаћен (другим) браком његовог брата деспота Манојла са Маријом, ванбрачном ћерком цара Јована II Асена. У исто време, Латини су се окренули Никеји и закључили мировни уговор у замену за даље територијалне уступке. И овај пакт је запечаћен браком ћерке цара Теодора I Ласкариса, Евдокије са латинским бароном Ансо де Кајеом. Истог лета 1225. цар Теодор је повео своју војску у околину Цариграда, стигавши до градова Бизије и Врисиса. Ансеу де Кајо, који је предводио латинску војску, био је тешко рањен у сукобима, али сам Константинопољ није нападнут. Не само да је цар Теодор био неспреман за опсаду моћних Теодосијевих зидина, већ су га вести о искрцавању маркиза Вилијама VI од Монтферата у Тесалији приморале да прекине операције и врати се на запад.
Из непознатих разлога, Теодор није обновио напад на Цариград 1226. године, или годинама након тога. Уместо тога, изгледа да се бавио домаћим пословима, као и старањем да побољша односе са царем Фридрихом II током његовог заустављања на Крфу и Кефалонији да би предводио Шести крсташки рат 1228. године. Године 1229. чак је послао чету Грчких трупа да служе под царем Фридрихом II у Италији. У исто време, цар Теодор је прекинуо односа са Венецијом, након што је његов гувернер на Крфу запленио товар једног венецијанског брода који се насукао услед бродолома. Цар Теодор је 19. августа 1228. гдоине, издао едикт којим је млетачким трговцима забранио да се баве трговином у његовом царству. У јануару исте године, цар Роберт Куртене умире, остављајући престо Латинског царства свом једанаестогодишњем брату цару Балдуину II. Са намесништвом које је преузело управљање државом, Латинско царство је било додатно ослабљено. У овом тренутку, цар Јован Асен II је понудио савез Латинском царству. Цар Балдуин II ће се оженити његовом ћерком Хеленом, док ће цар Јован II Асен преузети намесништво и помоћи му да одбије Теодорове нападе. Латински барони су на понуду гледали са неповерењем, јер би цару Јовану II Асену пружила сваку прилику да сам преузме Цариград; уместо тога, започели су преговоре и на крају изабрали 80-годишњег, али енергичног Јована од Бријена (1229–1237) за намесника. Иако бугарска понуда није успела, послужила је за отварање раздора између цара Теодора и његовог номиналног савезника. У потезу који је био јасно усмерен против цара Јована Асена II, цар Теодор је у септембру 1228. године, пристао на једногодишње примирје са намесником Латинског царства, Нарјотом од Тусија, при чему је граница између два царства ишла дуж линије од Аиноса до Врисиса.

## Клокотница и бугарско заточеништво
Коначно, крајем 1229, цар Теодор је почео да окупља своје снаге у Солуну — укључујући и контингент трупа које је послао цар Фридрих II — за пројектовани коначни напад на Константинопољ. Док су његове трупе марширале на исток у пролеће 1230. године, он је неочекивано окренуо своју војску на север и пратио долину Евроса у Бугарску. Расправља се о Теодоровим мотивима за ову изненадну промену. Савремени и каснији историчари попут Акрополита осудили су ово као знак Теодорове дволичности и издаје. Вероватнија сугестија је да је цар Теодор, до сада непоражен у бици, желео да обузда бугарску моћ и избегне могућност да му Бугари ударе у позадину док је био ангажован у опсади Цариграда. Иако изненађен, цар Јован Асен II је брзо реаговао. Наводно прикачивши текст прекинутог уговора на једно од својих копља као заставу, он је окупио своје трупе и срео цара Теодора у бици у априлу 1230. године. Битка код Клокотнице која је уследила била је победа за бугарског владара, који је одвео цара Теодора и многе његове официре у заробљеништво.
Након Клокотнице, Бугарска се појавила као најмоћнија сила на Балкану. Лишено свог енергичног владара, Теодорово царство је пропало: за неколико месеци Тракија, већи део Македоније и Албанија пали су под бугарску власт. Како се цар Јован Асен II хвалио у натпису у цркви Светих четрдесет мученика у својој престоници Тарнову, он је „заузео сву земљу од Хадријанопоља до Драча, подједнако грчку, српску и албанску“, иако је сам Драч очигледно остао у грчким рукама. Прикључено је и латинско војводство Филипопољ, а кнежевина Алексија Словена на Родопима је у том процесу угашена, при чему је Алексије провео остатак живота на Асеновом двору.
Теодоров брат деспот Манојло, који је успео да побегне из Клокотнице, сада је преузео престо у Солуну. Његов посед сведен је на околину града и централне територије његове породице у Епиру и Тесалији, као и на Драч и Крф, док је његов брат деспот Константин у Етолији и Акарнанији признао његову власт. Као зет цара Јована Асена II, деспоту Манојлу је било дозвољено да задржи унутрашњу аутономију, али је у свим намерама и циљевима био вазал бугарског цара. Отприлике у исто време, ванбрачни син Михаила I, Михаило II вратио се из изгнанства и брзо успео, очигледно уз подршку локалног становништва, да преузме контролу над Епиром. Деспот Манојло је био приморан да призна свршени чин под изговором да је Михаило II признао његову власт, због тога му је деспот Манојло доделио титулу деспота. У стварности, деспот Михаило II је био потпуно независан и врло брзо је престао да признаје Манојлову власт; до 1236. године, заузео је Крф. Да би сачувао слободу маневрисања и супротставио се Асеновим покушајима да Епирску цркву потчини Бугарској цркви у Трнову, Деспот Манојло се окренуо некадашњим ривалима свог брата у Никеји и окончао црквени раскол признавањем легитимитета и супериорности Никеје. - односно патријарха.
Сам Теодор је остао седам година у заточеништву у Тарнову. У почетку су га третирали часно, али је у неком тренутку током заточеништва оптужен за заверу против цара Јована Асена II и због тога је ослепљен. Ово је била уобичајена византијска казна за издају и средство за онемогућавање потенцијалних политичких ривала са стране. Према савременом писму написаном на хебрејском, цар Јован II Асен је у почетку наредио двојици Јевреја да изврше то дело, јер је Теодор прогонио Јевреје на својој територији и конфисковао њихово богатство да би финансирао своје кампање. Теодор је молио да га поштеде, а они су одбили да изврше ослепљивање, након чега их је разбеснели цар бацио са литице. Коначно, 1237. године Теодор је пуштен када се цар Јован II Асен, од недавно удовац, заљубио у Теодорову једину неудату ћерку, Ирену. Одмах по венчању, Теодор је пуштен и дозвољено му је да оде из Трнова куда је желео.

## Повратак у Солун и последње године

### Опоравак Солуна
Тек што је ослобођен, Теодор се вратио у Солун. У недостатку пратње или следбеника, прерушио се у просјака да би тајно ушао у град. Тамо је контактирао старе присталице и фаворите и организовао заверу у којој је убрзо збачен деспот Манојло а Теодор је заузео град. Како му је византијски обичај забрањивао да поново преузме царску функцију због ослепљења, Теодор је поставио свог сина Јована Комнина Дуку (1237–1244) за цара (без церемоније крунисања), али је остао прави владар царства у име сина. Чини се да је сам цар Јован био углавном заинтересован за религију, и више је био склон да оде у манастир него да постане цар. Теодор је морао да га убеди да је именовање за цара богомдани дар, и да је он заиста био законити цар Римљана због свог царског порекла.
Свргнути деспот Манојло је послат у изгнанство у Аталеју у Малој Азији, док је његовој жени Марији дозвољено да се врати свом оцу. Упркос Теодоровим поступцима и свргавању његове ћерке и зета, Акрополит извештава да је цар Јован Асен II остао благонаклон према Теодору због његове страсне љубави према Ирини. Деспот Манојло није остао миран у изгнанству; решен да се освети, из Аталеје је обезбедио пролаз кроз турске земље до Никеје. Тамо га је цар Јован III Дука Ватац дочекао и пристао да га подржи, али не пре него што је од деспота Манојла обезбедио заклетве на лојалност самом себи. Тако је почетком 1239. деспот Манојло са шест никејских бродова отпловио за Грчку, искрцавши се код Деметрије у Тесалији. Добио је широку подршку у провинцији, можда чак и од локалног гувернера, зета Михаила I, Константина Мeлисена, што му је омогућило да подигне војску и за кратко време заузме Фарсалу, Ларису и Платамон. Суочени са опцијом отвореног грађанског рата, деспот Манојло и Теодор су се на крају помирили тако што су међу собом поделили територије Солуна. Деспот Манојло се одрекао оданости цару Јовану III Дуки Ватацу и добио је Тесалију, цар Јован и Теодор су задржали Солун и преостале делове Македоније све до Водене и Острова, а деспоту Константину су потврђени његови поседи Етолије и Акарнаније. Да би додатно осигурали своју позицију, и Теодор и деспот Михаило II су закључили уговоре са моћним кнезом од Ахаје, Жофријем II од Вилардуена.

### Потчињавање Солуна Никејском царству
Деспот Михаило II у Епиру није био укључен у споразум браће, и наставио је да води сопствену политику независно од својих стричева. Године 1241, када је деспот Манојло умро, деспот Михаило II је брзо кренуо да заузме Тесалију. У јуну исте године умире цар Јован Асен II, остављајући престо свом седмогодишњем сину Калиману (1241–1246). Заједно са све лошијом ситуацијом у Латинском царству, овај развој је оставио цара Јована III Дуку Ватаца од Никеје као истакнутог владара региона и очигледног кандидата за заузимање Константинопоља.
Пре него што је предузео било какве потезе против Константинопоља, цар Јован III Дука Ватац је схватио да је потребно да реши послове са Солуном, а посебно са Теодором, чије се амбиције, способности и махинације плашио. Због тога је 1240. или 1241. године упутио позив Теодору да посети Никеју, уз уверавања о безбедности. Теодор је прихватио, и цар Јован III Дука Ватац га је третирао са великим почастима, који га је сматрао својим „стрицем“ и вечерао са њим за истим столом. У стварности, Теодор је био затвореник у Никеји; није смео да оде, а све време његовог боравка на никејском двору, припреме су биле у пуном јеку за поход на Солун. У пролеће 1242. цар Јован III Дука Ватац је прешао у Европу на челу своје војске, а Теодор га је пратио као почасни затвореник. Без отпора, никејска војска и флота стигле су пред Солун. Гарнизон и становници града су се успешно одупирали и никејска војска, у недостатку тешке опреме за опсаду, морала је да се задовољи дуготрајном блокадом. Убрзо су, међутим, стигле вести о инвазији Монгола на Малу Азију, што је приморало цара Јована III Дуку Ватаца да прекине поход и врати се у Никеју. Ипак, никејски цар је ову вест сакрио, и послао Теодора свом сину на преговоре. Сам цар Јован Анђел је наводно био спреман да потпуно преда град, али га је отац убедио да издржи за боље услове. На крају, после 40 дана преговора, цару Јовану Анђелу је дозвољено да задржи контролу над Солуном, али се одрекао царске титуле и прихватио никејску власт и титулу деспота. Теодору је такође било дозвољено да остане у Солуну уз свог сина.
Јован је као деспот владао у Солуну две године, све до своје смрти 1244. Сам Теодор се повукао у Водену, одакле је надгледао државне послове. Након Јованове смрти, он је поставио за владара свог млађег сина Димитрија Анђела Дуку (244–1246) уместо њега и послао посланство у Никеју да објави наследство, како је и пристајало условима вазалности договореним 1242. године. Ако је деспот Јован био религиозни аскета, деспот Димитрије је био раскалашен младић који је уживао у забави са својим миљеницима и завођењу удатих жена. Иако је Теодор остао задужен за управљање, деспот Димитрије је брзо постао толико непопуларан да су многи водећи грађани почели да гледају на директну никејску власт са наклоношћу.
Ствари су дошле до врхунца у јесен 1246. године, када је цар Калиман од Бугарске умро, остављајући земљу у рукама намесништва за свог млађег брата цара Михаила II Асена (1246–1257). Цар Јован III Дука Ватац је брзо напао Бугарску и за три месеца заузео већи део Тракије и целу источну и северну Македонију, док је деспот Михаило II Епирски такође искористио прилику да се прошири на Албанију и северозападну Македонију. На крају ове кампање у новембру, док се цар Јован III Дука Ватац био улогорио у Мелнику, био је обавештен о завери да се свргне деспот Димитрије и преда му се Солун у замену за хрисовуљу која је гарантовала традиционална права и привилегије града. Цар Јован III Дука Ватац је то спремно прихватио и послао изасланике деспоту Димитрију позивајући га да се лично појави у његовом логору. Деспот Димитрије, сумњичав у Ватацове намере, одбио је, а Никејци су кренули на Солун. После неколико дана, завереници су отворили једну од капија никејској војсци и град је брзо заузет. Деспот Димитрије је ухваћен и прогнан у Лентијану у Битинији, док су Солун и цела Македонија стављени под управу Великог Доместика Андроника Палеолога. Сам Теодор, изолован и без моћи у свом уточишту у Водену, очигледно није био умешан у ове догађаје.

### Последње бацање коцке и смрт
Пошто је Солун био обезбеђен, цар Јован III Дука Ватац се окренуо Епиру, нудећи деспоту Михаилу II брачни савез између Михаиловог најстаријег сина Нићифора и његове унуке Марије. Понуду је са одушевљењем прихватила Михаилова жена, деспина Теодора Петралифена (нећака Теодорове жене), а млади пар је био верен у Пегама. Деспот Михаило II, који није напустио породичне амбиције, остао је амбивалентан према Никејском савезу, а Теодор је искористио свој утицај на свог синовца да га окрене против њега. Тако је у пролеће 1251. године, деспот Михаило II кренуо изненадно у напад на Солун. Град је успешно одолео, а у пролеће следеће године цар Јован III Дука Вата је поново прешао у Европу у поход на Комнино Дуке. Теодор са деспотом Михаилом II се окренуо на север, заузевши Прилеп и Велес, а када су добили вест о Ватацовом доласку, повукли су се у Епир преко Касторије. Цар Јован III Дука Ватац је опсео и заузео Теодорово упориште Воден, али је убрзо заустављен у окршајима у области Касторије. Застој је прекинут када су двојица епирских војсковођа, Јован Глаба и Теодор Петралиф, пребегли Никејцима, а убрзо потом и владар Кроје, Голем. То је приморало деспота Михаила II да се помири са царем Јованом III Дуком Ватацем, уступивши тврђаве које је заузео, као и своје преостале поседе у Македонији, и поново потврдивши брачни савез са Никејом. Надаље, цар Јован III Дука Ватац је изричито захтевао предају Теодора. Епирски посланици су срели цара Јована III Дуку Ватаца у Водену, где су понудили Теодора и младог Нићифора као таоце. Овај последњи је добио титулу деспота и убрзо му је дозвољено да се врати у Епир, али је Теодор као заробљеник премештен у Малу Азију. Умро је убрзо након тога, око 1253. године.

### Процена
Савремени биограф Комнина, Константин Варзос, описао је цара Теодора Анђела као „енергичног, сналажљивог и изузетно амбициозног државника, који је од свог претка цара Алексија I Комнина наследио његову издржљивост и упорност, али не и интелигенцију, дипломатску вештину и способност да се прилагоди“ . Варзос даље истиче да су, упркос његовој великој способности, Теодорова амбиција да буде тај који ће повратити Цариград и његово непомирљиво ривалство са Никејом заправо омели и одложили обнову Византијског царства за неколико деценија.
Теодорово наслеђе оставило је трајни траг у политичком погледу на свет западних Грка: Византиниста Доналд Никол примећује да је „сећање на победе Теодора Дуке и на његову титулу на византијску круну дуго година живело у северној Грчкој и у срцима његових потомака“. Деспот Михаило II је наставио ривалство свог стрица са Никејом, додатно одлажући освајање Константинопоља, па чак и након обнављања Византијског царства од стране Никеје 1261. године, владари Епира ће наставити да изазивају оживљено царство и подржавају сопствене претензије на византијски престо.

## Породица
Цар Теодор Анђел и царица Марија Петралифена су имали четворо деце:
- Ана Анђелина Комнина Дукаина, која се удала за краља Стефана Радослава Немањића од Србије;
- Јован Комнин Дука, који је постао цар Солуна 1237. године;
- Ирене Комнина Дукаина, која се удала за цара Јована Асена II;
- Димитрије Анђел Дука, који је наследио Солуном 1244. године.

## Породично стабло
|  |                             |  |  |  |  |  |  |  |  |  |  |  |  |  |  |  |
|  | 2. Јован Дука               |  |  |  |  |  |  |  |  |  |  |  |  |  |  |  |
|  |                             |  |  |  |  |  |  |  |  |  |  |  |  |  |  |  |
|  |                             |  |  |  |  |  |  |  |  |  |  |  |  |  |  |  |
|  | 1. Теодор Анђел Дука Комнин |  |  |  |  |  |  |  |  |  |  |  |  |  |  |  |
|  |                             |  |  |  |  |  |  |  |  |  |  |  |  |  |  |  |
|  |                             |  |  |  |  |  |  |  |  |  |  |  |  |  |  |  |
|  | 3. Марија Петралифена       |  |  |  |  |  |  |  |  |  |  |  |  |  |  |  |
|  |                             |  |  |  |  |  |  |  |  |  |  |  |  |  |  |  |
|  |                             |  |  |  |  |  |  |  |  |  |  |  |  |  |  |  |